# Ведерников, Николай Иванович
Николай Иванович Ведерников (29 января 1926, Грозный, РСФСР, СССР — 15 июля 2009) — оператор Грозненского нефтеперерабатывающего завода Министерства нефтеперерабатывающей и нефтехимической промышленности СССР. Герой Социалистического Труда (28.05.1966). Депутат Верховного Совета СССР и РСФСР.

## Биография
После окончания средней школы (1944) призван в армию. Участник Великой Отечественной войны в составе войск 2-го Белорусского фронта. Награждён орденом Красной Звезды.
Демобилизовался в 1951 году и поступил на Грозненский нефтеперерабатывающий завод помощником оператора. Через год стал оператором и возглавил технологическую бригаду. С 1975 года — старший оператор.
Герой Социалистического Труда (28.05.1966). Заслуженный химик РСФСР (1981).
Депутат Верховного Совета СССР (1984) и РСФСР (1967, 1978).
Был женат. Жена Людмила Андреевна работала бригадиром штукатуров-маляров.